# Praefectus alae
Il praefectus alae (in italiano prefetto d'ala) era uno dei prefetti che prestavano servizio durante il periodo imperiale romano in ciascuna delle alae di cavalleria dell'esercito romano. Venne istituito da Augusto.

## Storia
Svetonio racconta che Augusto permise ai figli dei senatori, al fine di apprendere più velocemente come si affrontassero gli affari della Res publica, di vestire con il laticlavio, poco dopo aver indossato la toga virile e di assistere alle sedute del Senato. A coloro che, in seguito, avessero affrontato la carriera militare diede loro la possibilità di entrare sia nella legione con il grado di tribunus laticlavius, sia nelle truppe ausiliarie con il grado di praefectus alae. E poiché ritenne necessario che ciascun figlio maschio di senatore (non ancora entrato in Senato ed appartenente all'ordine equestre) dovesse affrontare la vita dell'accampamento militare, mise normalmente due ufficiali con il laticlavio al comando di ciascuna ala di cavalleria.

## Funzioni
Erano posti al comando di un'ala di cavalleria. All'inizio del principato questa unità militare era composta da 500 armati circa (ala quingenaria), suddivisa in 16 turmae, composta da 32 uomini (comandate ciascuna da 16 decurioni), per un totale di 512 cavalieri. Fornivano alle legioni truppe di ricognizione e di inseguimento, oltre a costituire elemento d'urto sui fianchi dello schieramento nemico. Con la dinastia dei Flavi, le ali vennero trasformate in alcuni casi in milliariae, vale a dire composte da 1.000 armati o quasi. A differenza di quelle quingenariae, erano composte da 24 turmae, sempre di 32 uomini per un totale di 768 cavalieri. Il comandante di un'ala, che in origini era un principe nativo appartenente alla tribù dell'unità ausiliaria, fu sostituito con un praefectus alae (denominato anche praefectus equitum) dell'ordine senatorio e/o equestre, che poteva restare in carica per un periodo di 3 o 4 anni, al termine del quale poteva accedere all'ordine senatoriale.